# Blaibacher See
Der Blaibacher See ist ein seit Oktober 1964 bestehender Stausee am Schwarzen Regen zwischen Viechtach und Cham mit einer Wasserfläche von etwa 47 Hektar.
An der zwischen 1962 und 1964 gebauten Staustufe befindet sich das Kraftwerk Pulling, benannt nach dem nahe gelegenen Ortsteil Pulling der Gemeinde Blaibach. Es fungiert als Ausgleichskraftwerk für das im Schwellbetrieb arbeitende, oberhalb liegende Kraftwerk am Höllenstein. Seine Staumauer befindet sich rund 5 km flussabwärts der Staumauer des Höllensteinsees, etwa bei Flusskilometer 107,5.
Der See ist ein beliebtes Naherholungsziel und wird von Anglern, Campern, Badegästen, Wanderern, Rad- und Bootsfahrern gerne aufgesucht. Im Winter ist neben dem Eislauf auch das Eisstockschießen ein beliebter Sport.